# Нуксак
Нуксак (на английски: Nooksack) е град в окръг Уаткъм, щата Вашингтон, САЩ. Нуксак е с население от 851 жители (2000) и обща площ от 1,8 km². Намира се на 26 m надморска височина. ЗИП кодът му е 98276, а телефонният му код е 360.